# Rufin z Akwilei
Rufin z Akwilei (łac. Tyrannius Rufinus; ur. około 345 w Concordii koło Akwilei, zm. 411 na Sycylii) – rzymski kapłan, mnich, pisarz chrześcijański, historyk Kościoła starożytnego, teolog i tłumacz.

## Życie
Urodził się w rodzinie chrześcijańskiej. Studiował w Rzymie, gdzie poznał i zaprzyjaźnił się z Hieronimem, późniejszym doktorem Kościoła i świętym. W 368 wrócił do Akwilei, gdzie przez kilka lat prowadził życie mnisze. Klasztor, w którym przebywał, często odwiedzał Hieronim, i w tym okresie ich przyjaźń uległa zacieśnieniu. 
W 371 Rufin udał się na Wschód w towarzystwie Melanii Starszej. Lata 373–380 spędził w Egipcie. Początkowo prowadził życie mnisze wśród mnichów na Pustyni Nitryjskiej i Sketyjskiej, największym w owym czasie ośrodku monastycyzmu chrześcijańskiego. Potem przebywał i pobierał nauki u Dydyma Aleksandryjskiego, który zapoznał go z naukami Orygenesa. Następnie Rufin udał się do Jerozolimy, gdzie został kierownikiem duchownym klasztoru żeńskiego, założonego na Górze Oliwnej przez Melanię Starszą. W 386 lub 390 przyjął święcenia kapłańskie z rąk biskupa Jerozolimy, Jana. W tym czasie, jego przyjaciel z czasów italskich, Hieronim, założył klasztor koło Betlejem. Rufin utrzymywał z nim nadal przyjazne stosunki.
W 394 przybyły do Jerozolimy Epifaniusz, biskup Salaminy, rozpoczął kampanię przeciw orygenizmowi i biskupowi Janowi, oskarżanemu o sprzyjanie tym poglądom. Spór między dwoma hierarchami zakończył przyjaźń między Rufinem a Hieronimem, gdyż Rufin stanął po stronie Jana, Hieronim zaś - Epifaniusza. Rozgorzały spór został załagodzony po pewnym czasie. 
W 397 Rufin wyjechał do Rzymu, gdzie opublikował swój łaciński przekład Apologii Orygenesa napisanej przez Pamfila oraz przekład dzieła Orygenesa Peri archon (O zasadach), z którego usunął jednak twierdzenia, o których twierdził, że były dziełem heretyków, a nie samego Orygenesa. W przedmowie do tego dzieła przedstawił Hieronima jako wielbiciela Orygenesa. Tymczasem Hieronim również przełożył na łacinę dzieło Orygenesa Peri archon, podkreślając jego błędy doktrynalne. Spór rozgorzał na nowo, głównie na płaszczyźnie literackiej; Rufin napisał dzieło Apologia przeciw Hieronimowi, zaś Hieronim – Apologia przeciw Rufinowi. Dawnych przyjaciół próbował wówczas pojednać Augustyn z Hippony. 
W latach 400-407 Rufin przebywał w Akwilei. Następnie, uciekając przed najazdem Gotów, udał się na południe Italii, a potem na Sycylię, gdzie zmarł.

## Dzieła
Dzieła Rufina obejmują przekłady i pisma samodzielne. 
Przekłady pism greckich Ojców Kościoła na łacinę stanowią ogromną większość dorobku pisarskiego Rufina. Przekłady te znacząco przyczyniły się do przeszczepienia greckiej myśli teologicznej na grunt łaciński i rozwoju teologii w zachodniej części imperium rzymskiego. Rufin unikał przekładu dosłownego, preferując wierność myśli, zawartej w oryginale. Z tego powodu oraz ze względu na dobry styl jego przekłady były cenione i cieszyły się uznaniem, m.in. Chromancjusza z Akwilei, Gaudencjusza z Brescii, Paulina z Noli, Augustyna, Jana Kasjana i Gennadiusza. 

### Przekłady
- Przekłady pism Orygenesa były najliczniejsze w pracy Rufina jako tłumacza.

1. O zasadach (Peri archon);
2. Homilie: 17 - O Księdze Rodzaju, 13 - O Księdze Wyjścia, 16 - O Księdze Kapłańskiej, 18 - O Księdze Liczb, 26 - O Księdze Jozuego, 9 - O Księdze Sędziów, 9 - O Księdze Psalmów;
3. Komentarze: część komentarzy O Liście do Rzymian i O Pieśni nad Pieśniami.

- Apologia Orygenesa Pamfila, do którego dzieła Rufin dołączył napisaną przez siebie rozprawę Zniekształcenie dzieł Orygenesa (De adulteratione librorum Origenis).
- Historia Kościelna Euzebiusza z Cezarei. Do tego dzieła Rufin dodał dwie swoje księgi, w których przedstawił okres historii Kościoła od 324 do 395 (korzystając z zaginionej Historii Kościoła Gelazego).
- Sentencje Ewagriusza z Pontu i Sekstusa Empiryka.
- Historia mnichów w Egipcie (Historia monachorum in Aegypto) - wykonany ok. 404[1].
- reguła Bazylego Wielkiego oraz jego 9 homilii i Listu 46.
- Homilie Grzegorza z Nazjanzu (w sumie 9).
- Rozpoznania (Recognitiones), dzieła przypisywanego błędnie Klemensowi Rzymskiemu.

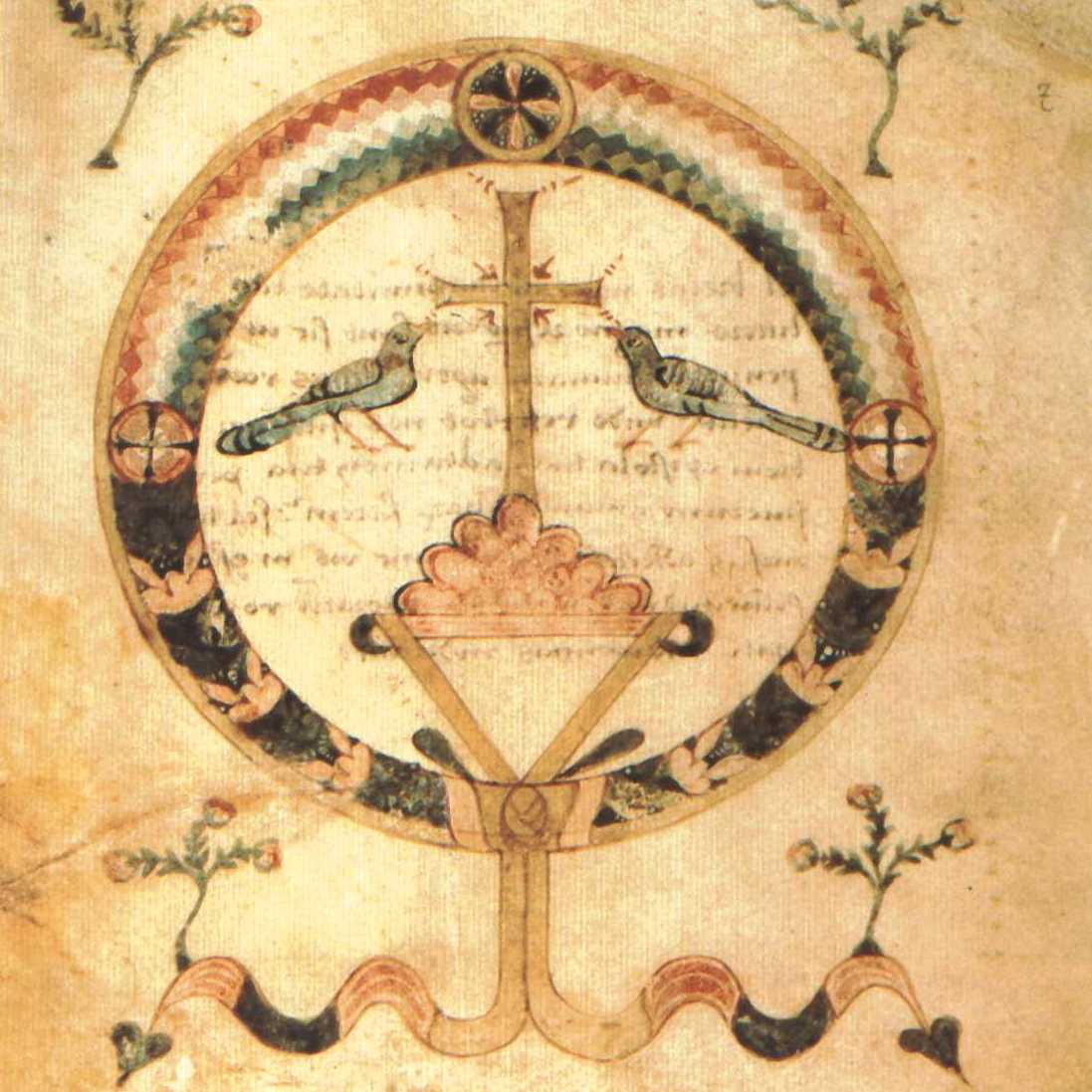
Błogosławienie patriarchów Rufina z Akwilei, manuskrypt z VII wieku, Austriacka Biblioteka Narodowa w Wiedniu

### Pisma samodzielne
- Apologia do Anastazego, biskupa Rzymu, w której Rufin wyjaśnia, dlaczego nie stawił się przed synodem rzymskim, składa ortodoksyjne wyznanie wiary oraz deklaruje swoje neutralne stanowisko wobec Orygenesa.
- Apologia przeciw Hieronimowi, złożona z 2 ksiąg: w pierwszej Rufin broni swej ortodoksyjności, w drugiej ostro krytykuje Hieronima.
- Komentarz do Składu Apostolskiego, oparty na katechezach Cyryla Jerozolimskiego. Dzieło to zawiera najstarszy znany łaciński tekst Składu Apostolskiego.
- Błogosławienie patriarchów, w 2 księgach, napisane na prośbę Paulina z Noli. Dzieło to podaje alegoryczną egzegezę błogosławieństwa Jakuba.